# Hans Siburg

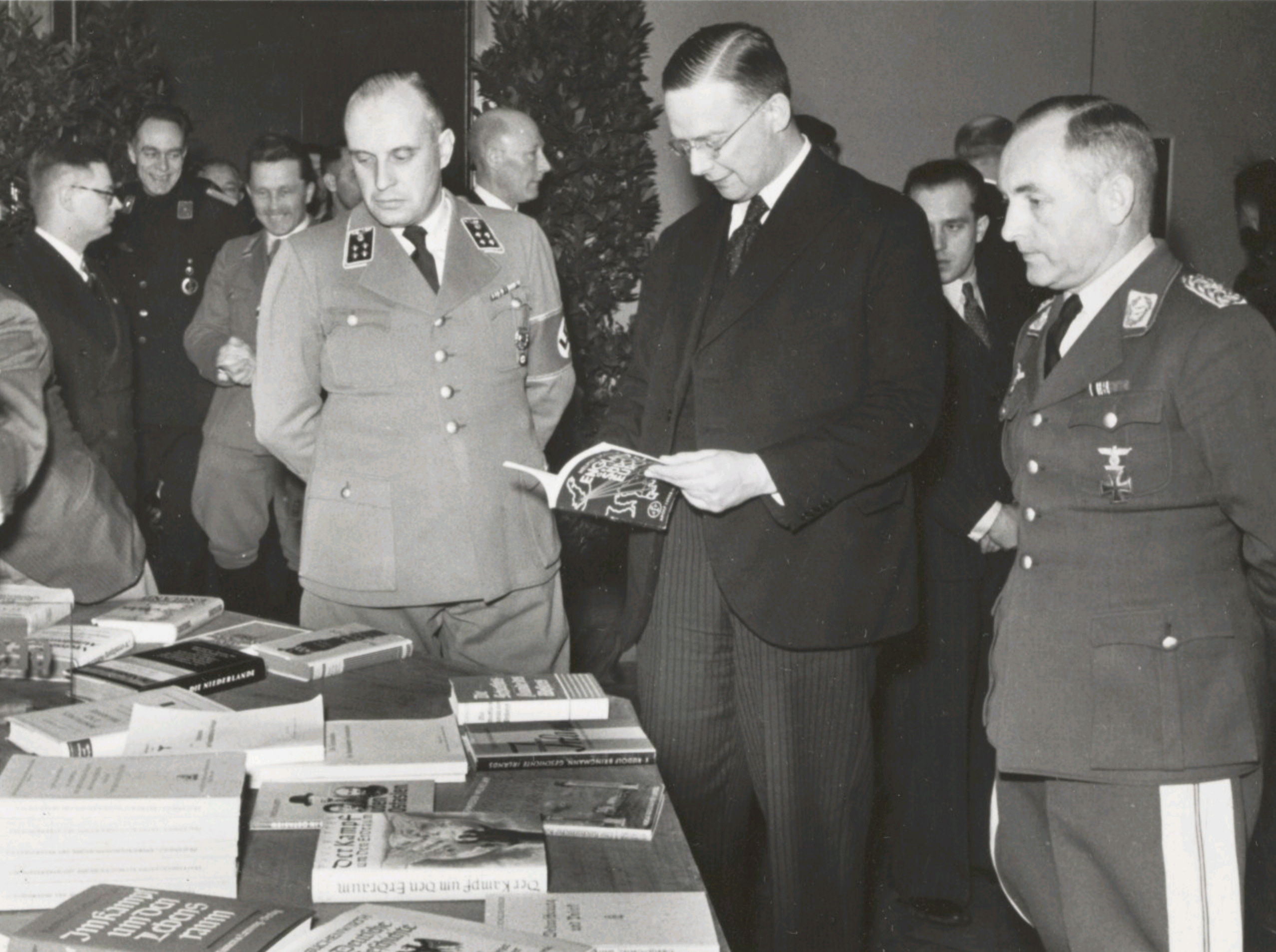
Reichskommissar Hans Böhmcker, Germanist Jan van Dam und Generalleutnant Hans Siburg am 3. Februar 1942 in Amsterdam

Hans Siburg (* 24. Juni 1893 in Saarburg; † 27. Februar 1976 in Lüneburg) war ein deutscher Offizier, zuletzt General der Flieger der Luftwaffe im Zweiten Weltkrieg.

## Leben
Siburg trat am 1. April 1912 in die Kaiserliche Marine ein und diente im Ersten Weltkrieg als Seeflieger, als er 1916 in russische Kriegsgefangenschaft geriet. Nach seiner Entlassung 1917 und der späteren Beendigung des Krieges blieb er bei der nun umbenannten Reichsmarine. Nachdem er am 1. Mai 1925 zum Kapitänleutnant befördert wurde, ernannte man ihn zum 1. Juli 1930 zum Korvettenkapitän.
Am 1. September 1933 wechselte er als DLV-Fliegervizekommodore ins Reichsluftfahrtministerium um eine Abteilung zu übernehmen. Am 1. Juni 1934 übernahm er das Amt eines Inspekteurs der Schulen, bevor er am 8. Juni Kommandeur der Fliegerschule See in Warnemünde wurde. Am 1. März 1935 wurde sein Dienstgrad in Oberstleutnant umbenannt. Am 1. Februar 1936 ging er zur Fliegergruppe Tutow, danach ab 15. März zur Fliegergruppe Merseburg, wo er auch zum Oberst befördert wurde. Am 1. April 1936 übernahm er als Geschwaderkommodore das Kampfgeschwader 153, das spätere Kampfgeschwader 3. Zum 1. September wechselte er in des Stab des Luftkreiskommando VII als Erster Generalstabsoffizier. Am 1. November 1938 übernahm er, mit dem Kampfgeschwader 257, erneut ein Bombergeschwader als Kommodore. Dieses Geschwader, seit 1. Mai 1939 in Kampfgeschwader 26 umbenannt, hatte seinen Schwerpunkt in der Seekriegsführung. Siburg führte dieses Geschwader mit seinen Heinkel He 111 noch beim Überfall auf Polen, bevor er am 29. September Inspekteur für Flugnavigation, Blindflug und Wetterdienst im Generalstab der Luftwaffe wurde. Am 6. Mai 1940 wurde er Stabschef des Luftgau-Kommandos Norwegen, das der Luftflotte 5 in Oslo unterstand. Aber schon am 1. Juli 1940 wechselte er in die deutscherseits besetzte Niederlande um das Amt eines Kommandierenden Generals und Befehlshabers im Luftgau Holland zu übernehmen. Auf dieser Stelle wurde er am 1. November 1940 zum Generalleutnant und am 1. April 1942 zum General der Flieger befördert. Erst am 7. August 1943 wechselte er ins Reichsluftfahrtministerium als Chef des Luftwaffenverwaltungsamtes. Dort erhielt er am 20. März 1944 das Deutsche Kreuz in Gold, bevor er ab 1. April 1945, ohne Aufgabe zur Verfügung stand. Er geriet am 10. Mai 1945, nach der bedingungslosen Kapitulation der Wehrmacht, in britische Kriegsgefangenschaft aus der am 5. Dezember 1945 entlassen wurde.